# Tiare FM
Tiare FM est une station de radio de Papeete (Tahiti) en Polynésie française. Elle diffuse de la musique locale tahitienne.

## Histoire
La station est créée le 18 août 1994. Selon la station du même groupe Radio 1, il s'agissait en 2015 de la station de radio privée polynésienne la plus écoutée .